# Смокинг (фильм)
«Смокинг» (англ. The Tuxedo) — комедийный боевик режиссёра Кевина Донована. В главных ролях Джеки Чан и Дженнифер Лав Хьюитт.

## Сюжет
Джимми Тонг — водитель такси, известный своим скоростным вождением и способностью доставить своих пассажиров куда угодно максимально быстро и не нарушая слишком много правил. Его репутация вскоре помогает ему найти работу личного шофёра некоего загадочного и богатого Кларка Девлина.
Джимми не знает, кем работает его босс; но дружелюбная натура Девлина, его невозмутимость и желание помочь Джимми делают их друзьями. Джимми не знает, что Девлин — шпион, а когда в результате покушения Девлин оказывается в коме, Джимми ненароком надевает необычный смокинг босса. Этот предмет одежды на самом деле является устройством, предоставляющим носителю особые способности (делает его мастером боевых искусств и отличным танцором, даёт возможность становиться невидимкой, ходить по стенам и т. д.), которые Джимми приходится использовать, чтобы разрушить планы террористической группировки, покушавшейся на жизнь его босса. Чтобы их остановить, он присоединяется к только что призванной на оперативную службу гениальной учёной Делайле Блейн.

## В ролях
| Актёр                            | Роль               |
| -------------------------------- | ------------------ |
| Джеки Чан                        | Джимми Тонг        |
| Дженнифер Лав Хьюитт             | Дэл Блейн          |
| Джейсон Айзекс                   | Кларк Девлин       |
| Деби Мейзар                      | Стина              |
| Ричи Костер                      | Дитрих Бэннинг     |
| Петер Стормаре                   | доктор Симс        |
| Миа Коттет                       | Шерил              |
| Романи Малко                     | Митч               |
| Дэниел Кэш                       | Роджерс            |
| Джоди Расикот                    | Келлс              |
| Бойд Бэнкс                       | Вик                |
| Боб Балабан (в титрах не указан) | Уинтон Чалмерс     |
| Кристиан Потенза                 | агент CSA Джоэл    |
| Скотт Виквэа                     | агент CSA Уоллес   |
| Карен Глэйв                      | агент CSA Ранда    |
| Скотт Яфе                        | агент CSA Гейб     |
| Джордан Мэдли                    | Холли              |
| Джеймс Браун                     | в роли самого себя |
| Колин Мохри                      | владелец галереи   |
| Ноа Дэнби                        | велокурьер         |
| Ким Робертс                      | медсестра          |

## Сборы
Фильм с бюджетом 60 миллионов долларов собрал в прокате в США 50,5 миллионов. В первый уик-энд сборы составили 15 миллионов. Общие сборы в мировом прокате составили всего 105,4 миллиона долларов.

## Критика
На сайте Rotten Tomatoes фильм имеет рейтинг 22 % на основе 139 рецензий со средним баллом 4.4 из 10. В разделе «Консенсус критиков» написано: «Чан как всегда очарователен, но его таланты потрачены зря из-за спецэффектов и плохого сценария.». На сайте Metacritic фильм имеет оценку 30 из 100 на основе 27 рецензий критиков, что соответствует статусу «в основном неблагоприятные отзывы».